# おトラさんのホームラン
『おトラさんのホームラン』は、1958年3月14日に東宝系で公開された日本映画である。モノクロ。スタンダード。東京映画作品。56分

## 概要
『おトラさん』シリーズ第2作。本作から原作は「有崎勉（柳家金語楼）」となり、漫画の原作である西川辰美は「原案」名義となる。
タイトルから見るとおトラさんが参加する野球が主題の作品のように思われるが、実際にはおトラの野球シーンは冒頭のみ。物語の主な内容は、おトラが泥棒を退治したり、貧乏な兄妹を励ますというものである。
助演には、当時売り出し中の落語家・初代林家三平が近所の夫役で出演し、「どうも、すいません!」というお馴染みのギャグを言っている。

## ストーリー
夕方、おトラの顔馴染みの野球評論家・小西得郎のコーチの元、タツオ達が草野球をしていた。そこへおトラが夕飯の知らせに来るが、皆に勧められて彼女も野球を始める。だがおトラはダウンして帰宅。滑り込みのやりすぎだった。
やがておトラは元気になった。そして今日は牛三の弟・牛男が広島から来ると言うので、馬子は迎えに行く。そこへ牛乳屋が集金に来たが、おトラは不思議がる。最近、日野江家は牛乳を飲んでないのだ。しかし牛乳屋の言い分に従い、渋々金を払う。そこへ近所の女中仲間達がやって来て、近くの林家に空き巣が入ったという。早速同家に行ってみるおトラ。だが家を留守にしたことに気づいて、あわてて帰宅する。するとそこには、奇妙な男が居た。だがおトラはこの人物が牛男だと勘違いし、厚くもてなす。やがて馬子が帰って来た。その時、日野江家には、さっきおトラが追い返した押売りの姿があった。だがその押売りだとおトラが思った男こそ、実は本物の牛男だった。あわてて家を調べると、衣服などがごっそり奪われていた。さっきの牛男と勘違いした人物は、空き巣だったのだ！　すっかりしょげてしまうおトラ。だがある日、彼女は、光が丘で新聞配達をしている野口正夫という少年と、その妹の秀子と出会った。実は兄妹の母は病弱で寝たきり、父は仕事探しに出たまま行方不明。そのため正夫は毎日新聞配達をしているのだ。しかも正夫は貧乏ゆえ修学旅行にも行けないが、気にしていないという。正夫の逞しさに触れて、おトラも元気を取り戻した。
そんな中、ある朝、正夫が近所の女中に詰問されていた。おトラが事情を尋ねると、この子が最近この近所を荒らしている牛乳泥棒らしいというのだ。だがこれから正夫が新聞を配りに行く予定の家の牛乳もすでに無くなっている事が分かり、彼の疑いは晴れた。正夫を不憫に思ったおトラはトリ江に、何かお金を得る方法はないかと聞く。するとトリ江は、自分が担当する番組「メモリー・クイズ」を勧める。優勝すれば賞金1万円が出るのだ。ならばとばかり、女中たちはクイズに出場。番組参加の条件であるジェスチャーも交えて快調に駒を進めて優勝も目前のさなか、おトラは突然、観客の中のある男に気づいて追い回す。実はこの男こそ、以前日野江家に入った空き巣だったのだ。ドタバタの末に空き巣は御用となって盗品も戻ったが、賞金はパーに。そこでおトラたちはお詫びにと、野口兄妹を日野江家の窓近くに設置した椅子に座らせた。女中達や御用聞き達が窓の向こうから演技して、汽車旅行の雰囲気を味わわせてやるのだ。そこへ警察署長がやって来て、泥棒退治のお礼に一日署長をやって欲しいと頼む。おトラは二つ返事でOKした。
さて当日、一日署長になったおトラは勤労少年の正夫に、感謝状を贈呈する。その時群集の中から一人の男が現れ、「牛乳泥棒は私です」と叫んだ。なんとこの男こそ野口兄妹の父親だった。彼は求職がうまく行かずに空腹となり、光が丘の牛乳を漁っていたのだ。事情を知ったおトラは彼を許してやる。感謝する野口親子。小西は記者の質問に対し、こう言った。「何と申しましょうかァ、これぞ正に『おトラさんのホームラン』ですねェ」と。

## スタッフ
- 製作：富岡敦雄
- 原案：西川辰美
- 原作：有崎勉（柳家金語楼）
- 脚本：新井一、原島正夫、和田勝美
- 監督：小田基義
- 撮影：栗林実
- 音楽：若山浩一
- 美術：島康平
- 照明：森康
- 録音：西尾昇

## 出演者
- おトラさん：柳家金語楼
- 日野江牛三：有島一郎
- 日野江馬子：水の也清美
- 日野江トリ江：川田孝子
- 日野江タツオ：日吉としやす
- 長さん：柳沢真一
- お八重：若水ヤエ子
- お豆：小桜京子
- おたけ：本町千代子
- 魚金：大辻三郎
- 平さん：平凡太郎
- 肉屋：滝雅男
- 八百屋：橋本宣三
- ひつじ：如月寛多
- 野口正夫（新聞配達の少年）：山本一己
- 野口秀子（正夫の妹）：稲葉秀子
- 正夫と秀子の父：藤尾純
- 泥棒：丘寵児
- 牛男（牛三の弟）：有馬是馬
- 司会者：宮田洋容
- 警察署長：藤山竜一
- 婦人警官：綾川佳子
- 新聞記者：守田比呂也
- 牛乳屋：中原成男
- 小西得郎：小西得郎（特別出演）
- ドライの甚：谷村昌彦
- 若い夫：林家三平 (初代)
- 若い妻：光丘ひろみ
- 審査員：西川辰美（特別出演）

## 同時上映
『続・社長三代記』
- 脚本：笠原良三／監督：松林宗恵／主演：森繁久彌
- 『社長シリーズ』第5作。

## 参考資料
- キネマ旬報